# Gaby Baby Doll
Gaby Baby Doll és una pel·lícula francesa dirigida per Sophie Letourneur, i estrenada el 2014. S'ha subtitulat al català.
Allò que el vent s'endugué va ser la inspiració per a les imatges de la pel·lícula.